# Ложнобомбакс эллиптический
Ложнобомбакс эллиптический (лат. Pseudobombax ellipticum) — красивоцветущее дерево семейства Мальвовые (Malvaceae).
Дерево произрастает на юге Мексики, Сальвадоре, Гватемале, Гаити, Гондурасе и на Кубе.

## Ботаническое описание
Листопадное дерево, которое может достигать 18-20 м в высоту и обхват ствола на уровне груди 1,3 м. Его ветви расположены близко к основанию ствола. Дерево имеет каудекс. Ствол гладкий, с мраморным рисунком.
Ювенильные листья — простые сердцевидные. Листья взрослого растения пальчатосложные с 3-5 листочками, длинных черешках, зелёные длиной 10-22 см. Новые листья имеют тёмно-бордовый цвет, с возрастом зеленеют.
Цветки розовые или белые, ароматные и, если их снять, довольно липкие. Цветки своим видом напоминают помазок для бритья, поэтому у себя на родине дерево получило название дерево-помазок. Цветы появляются в конце зимы или ранней весной, одиночные или в скоплениях на концах ветвей.
Каждый из цветков может дать сотни крошечных чёрных семян (0,1 мм), которые прорастают примерно в течение 30 дней.

## Применение
Использование включает дрова и древесину для резьбы по дереву.
Привлекательные цветы используются для украшения домов и церквей в Центральной Америке.
Семена Pseudobombax ellipticum съедобны. В Центральной Америке из дерева делают сильно опьяняющий напиток.

### Выращивание
Дерево выращивают как декоративное дерево во Флориде, на Гавайях и в прибрежных районах Южной Калифорнии.
Может содержаться как комнатное растение.
Не переносит температуры ниже 0 °C, морозостойкость 10-12 USDA. В более холодном климате (например, в Европе) его лучше выращивать в горшке, чтобы зимой его можно было легко поставить в помещении. Этому растению нужно светлое место: оно не любит тень. Полив летом умеренный, в зимние месяцы минимальный.

## Галерея

Pseudobombax ellipticum
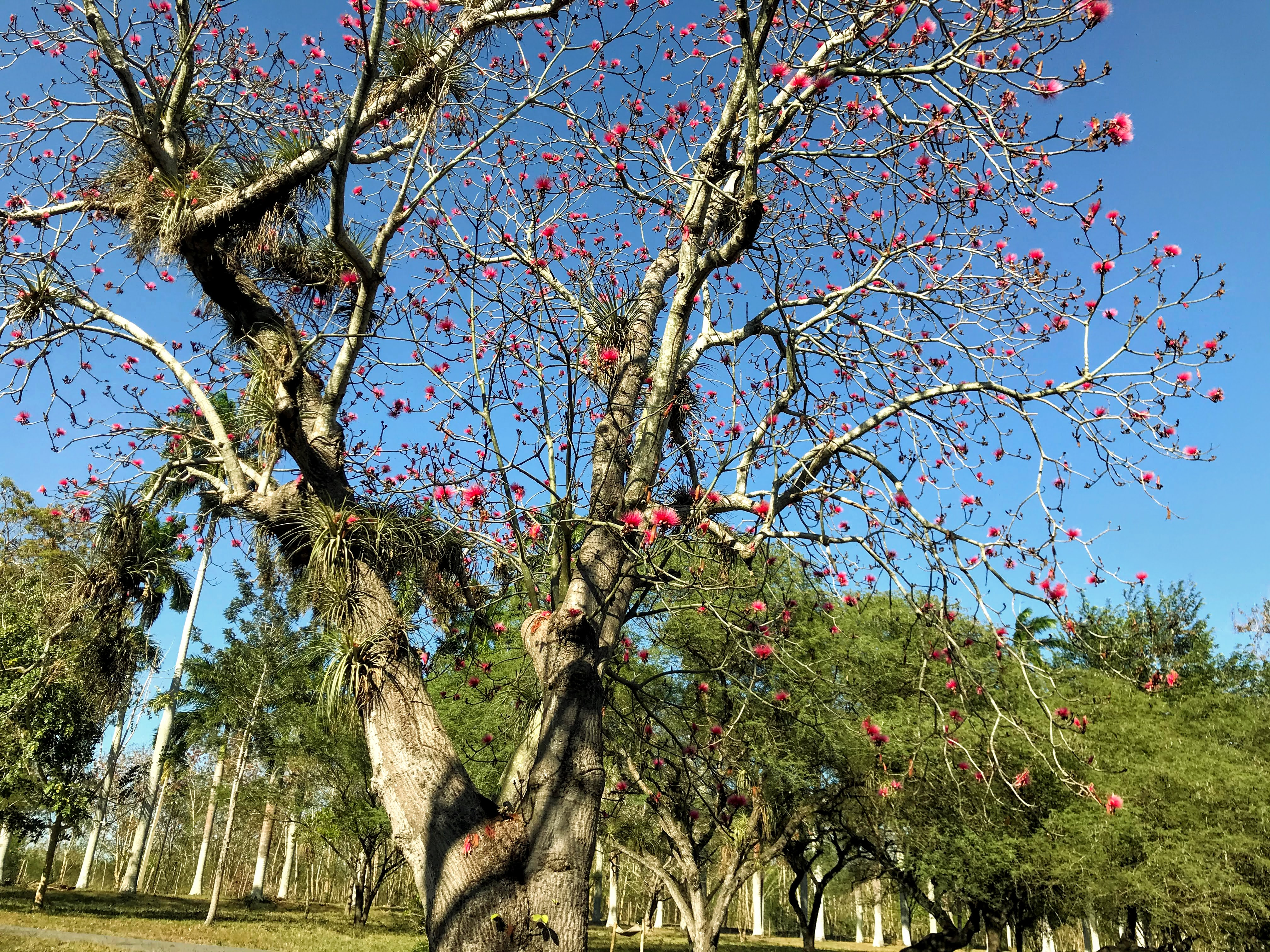
Цветущее растение с эпифитными бромелиевыми (Bromeliaceae) на стволе и ветвях. Куба, Сьенфуэгос, Ботанический сад Сьенфуэгоса[исп.], дендрарий, в культуре.
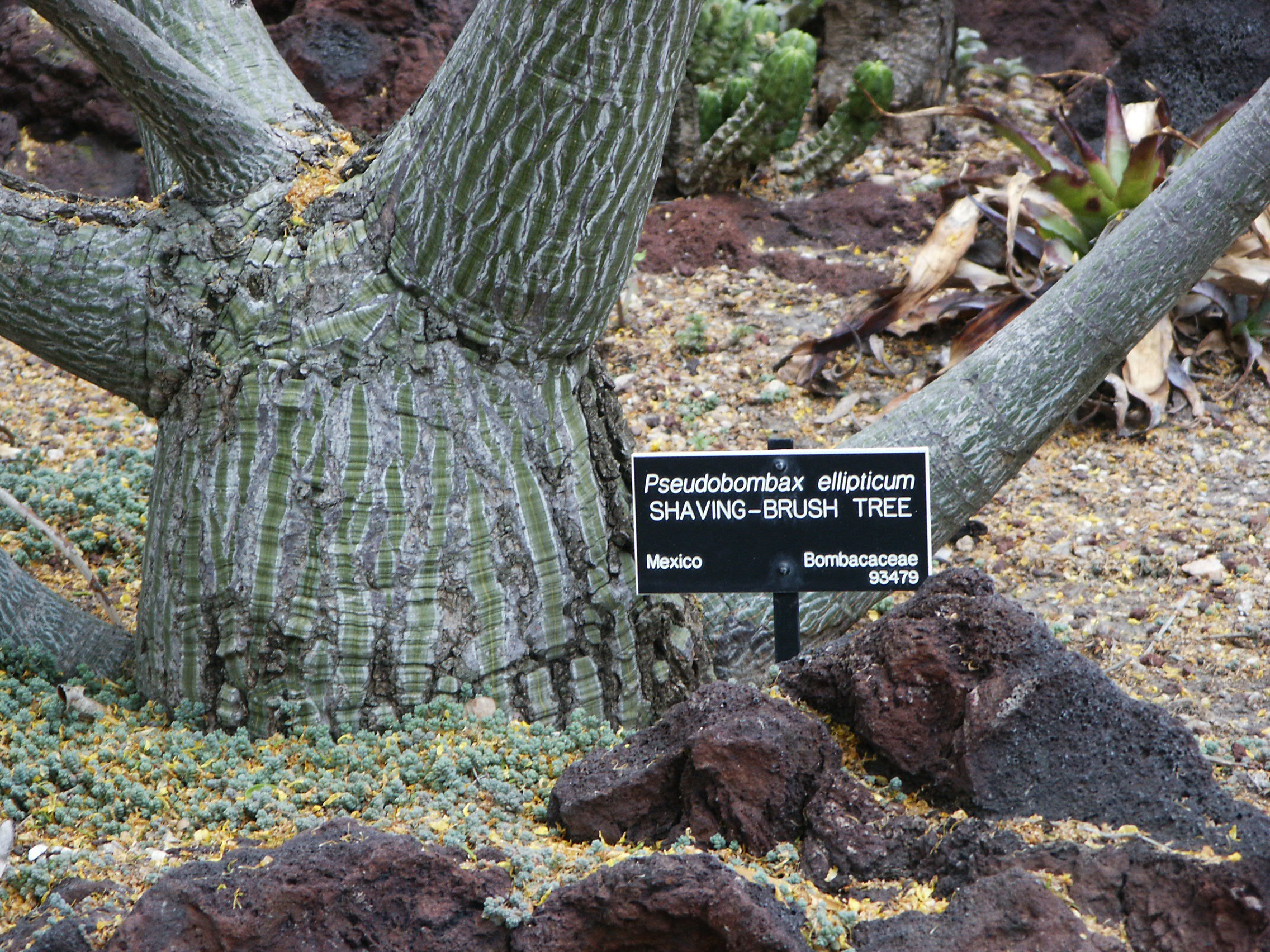
Ствол дерева. Ботанический сад при библиотеке Хантингтона
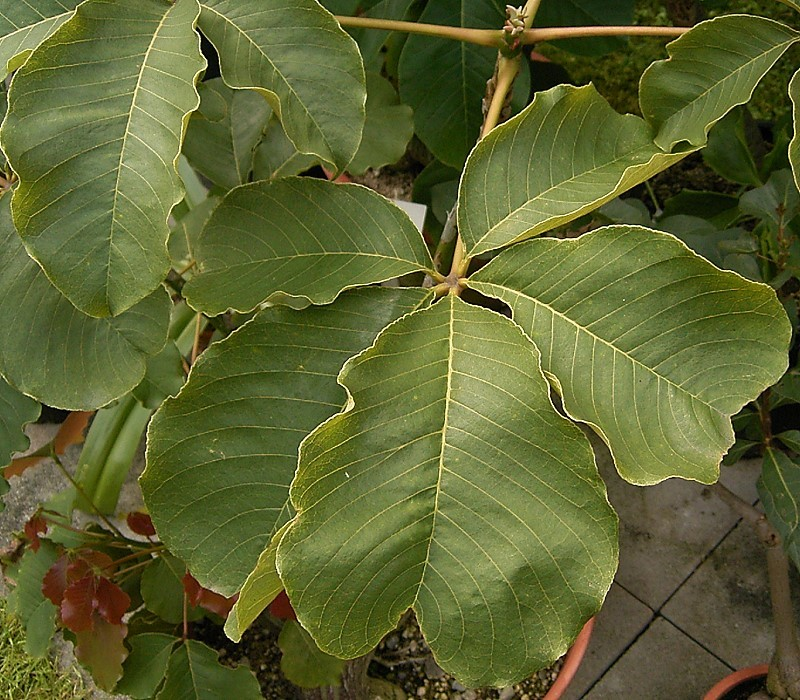
Пальчатосложные листья
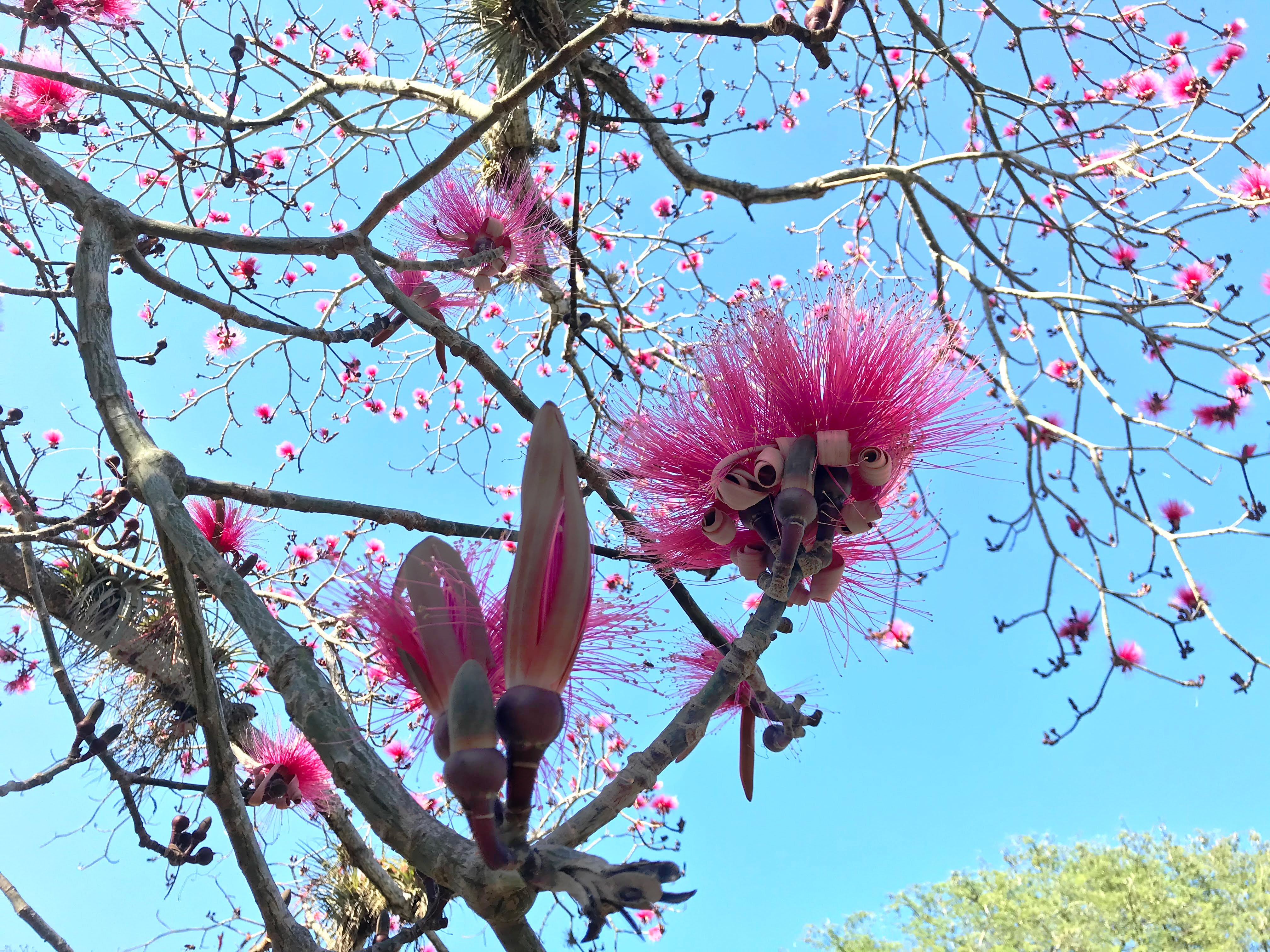
Ветвь с соцветиями. Куба, Сьенфуэгос, Ботанический сад Сьенфуэгоса[исп.], дендрарий, в культуре
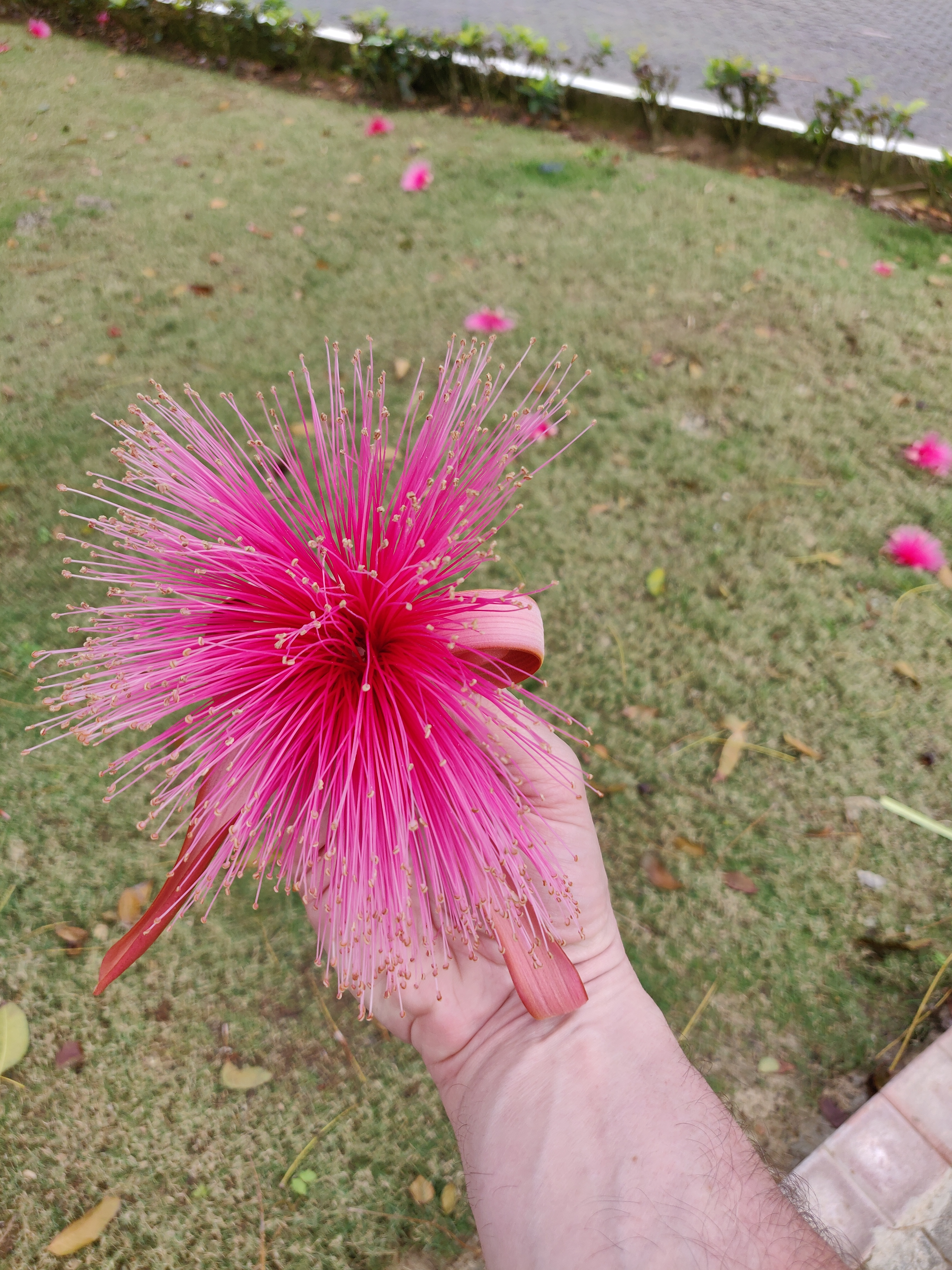
Цветок